# Madoryx pseudothyreus
Madoryx pseudothyreus är en fjärilsart som beskrevs av Augustus Radcliffe Grote 1865. Madoryx pseudothyreus ingår i släktet Madoryx och familjen svärmare. Inga underarter finns listade i Catalogue of Life.